# Реаль-де-Гандія
Реаль-де-Гандія, Реал-де-Гандія (ісп. Real de Gandía (офіційна назва), валенс. Real de Gandia) — муніципалітет в Іспанії, у складі автономної спільноти Валенсія, у провінції Валенсія. Населення — 2220 осіб (2010).

## Географія
Муніципалітет розташований на відстані близько 340 км на південний схід від Мадрида, 60 км на південь від Валенсії.

## Демографія
Динаміка населення (INE ):

## Галерея зображень

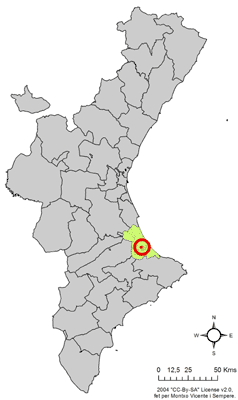
Розташування муніципалітету Реаль-де-Гандія у автономній спільноті Валенсія
- Розташування муніципалітету Реаль-де-Гандія у комарці Сафор